# National Premier Soccer League
Die National Premier Soccer League (NPSL) ist eine Amateurfußballliga in den Vereinigten Staaten von Amerika. Sie wird gemeinsam mit der Premier Development League als vierthöchste Ebene im US-amerikanischen Fußball angesehen; dieser Status ist allerdings inoffiziell.
Diese Liga ist sowohl von der United States Soccer Federation als auch von der FIFA anerkannt. Sie ist formal der United States Adult Soccer Association angeschlossen.
Die NPSL ist der Nachfolger der Men’s Professional Soccer League, in welcher nur Mannschaften aus dem Westen der USA gespielt haben.
Das Motto der Liga ist A National League With A Regional Focus.

## Geschichte
Die NPSL wird mit ihren 31 Teams in sechs verschiedene Divisionen geteilt, wobei nicht jede Division die gleiche Anzahl an Team aufweist. Bei der Gründung im Jahre 2003 trug die Liga noch den Namen „Men’s Premier Soccer League“, kurz MPSL.
Obwohl die heutige NPSL offiziell an die United States Adult Soccer Association angegliedert ist, haben die Teams dennoch die Möglichkeit, sich über die USASA für den Lamar Hunt U.S. Open Cup, den Pokalwettbewerb der Vereinigten Staaten, zu qualifizieren.
Das Motto der Liga ist „Eine nationale Liga mit einem regionalen Schwerpunkt“. Das spiegelt sich auch in den Divisionen, in die die Liga aufgeteilt ist, wider. Anfangs wurde nach der Gründung das Hauptaugenmerk auf den Westen der USA gelegt, um dort Fußballvereinen eine gute Basis zu bieten.
Bis heute expandierte die Liga so weit, dass sich in der NPSL bereits Vereine aus 19 verschiedenen Bundesstaaten befinden. Die Liga, die bei ihrer Gründung zunächst quasi nur ein Ableger der Women’s Premier Soccer League (WPSL), der zweithöchsten Frauenfußballliga der USA, war, expandierte im Jahre 2005 in den Mittleren Westen. Dabei wurden einige neue Teams aufgenommen sowie eine neue Conference gegründet.
Einen weiteren Grundstein legte man 2007 mit dem Einführen einer Conference im Nordosten der Vereinigten Staaten und mit der Aufnahme von fünf Vereinen aus dem östlichen Teil der USA. Noch immer ist die NPSL im Aufschwung und möchte die Liga weitgehend so expandieren, dass sich das Liganetz über die Gesamtfläche der Vereinigten Staaten erstreckt.
So wurde für die Spielzeit 2010 angekündigt, dass 14 weitere Expansions-Franchises in das Liganetz aufgenommen werden.
In der von Mai bis August dauernden Saison 2009 traten insgesamt 27 Mannschaften in fünf Divisionen an. Allerdings kamen nicht alle Teams auf die gleiche Anzahl an absolvierten Meisterschaftspartien. Meister der Saison 2009 wurde im letzten Spiel der Saison, im sogenannten NPSL Championship Game, die Mannschaft Sonoma County Sol, die ihren Gegner, den Erie Admirals SC, mit 2:1 besiegte.

## Mannschaften im Spieljahr 2019

### Northeast Region

#### North Atlantic Conference
- Boston City FC
- Brooklyn Italians
- Greater Lowell Rough Diamonds
- Hartford City FC
- Kingston Stockade FC
- New York Athletic Club
- New York Cosmos B
- Rhode Island Reds FC

#### Keystone Conference
- Atlantic City FC
- Electric City Shock SC
- Hershey FC
- FC Monmouth
- FC Motown
- New Jersey Copa FC
- Philadelphia Lone Star FC
- Torch FC
- West Chester United SC

#### Mid-Atlantic Conference
- Charlottesville Alliance FC
- FC Baltimore Christos
- FC Frederick
- Northern Virginia United FC
- Virginia Beach City FC

### South Region

#### Heartland Conference
- Club Atletico Saint Louis
- Demize NPSL
- FC Wichita
- Little Rock Rangers
- Ozark FC
- Tulsa Athletic

#### Lone Star Conference
- Dallas City FC
- Denton Diablos FC
- Fort Worth Vaqueros FC
- Katy 1895 FC
- Laredo Heat
- Midland-Odessa Sockers
- Tyler FC

#### Southeast Conference
- Asheville City SC
- Atlanta SC
- Chattanooga FC
- Georgia Revolution
- Greenville FC
- Inter Nashville FC

#### Sunshine Conference
- Central Florida Panthers SC
- Jacksonville Armada U-23
- Miami FC
- Miami United FC
- Naples United FC
- Storm FC

### Midwest Region

#### East Conference
- Cleveland SC
- Erie Commodores FC
- FC Buffalo
- Pittsburgh Hotspurs
- Rochester Lancers
- Syracuse FC

#### Great Lakes Conference
- AFC Ann Arbor
- Detroit City FC
- FC Columbus
- Grand Rapids FC
- F.C. Indiana
- Kalamazoo FC
- Michigan Stars FC
- Toledo Villa FC

#### North Conference
- Dakota Fusion FC
- Duluth FC
- La Crosse Aris FC
- Med City FC
- Minneapolis City SC
- Minnesota TwinStars FC
- Sioux Falls Thunder FC

### West Region

#### Golden Gate Conference
- Academica SC
- East Bay FC Stompers
- El Farolito SC
- FC Davis
- Napa Valley 1839 FC
- Sacramento Gold
- San Ramon FC
- Sonoma County Sol
- Stockton FC

#### Northwest Conference
- Crossfire Redmond
- FC Mulhouse Portland
- OSA FC
- PDX FC
- Spokane SC Shadow

#### Southwest Conference
- ASC San Diego
- A.S. Los Angeles
- City of Angels FC
- FC Arizona
- FC Golden State
- High Desert Elite FC
- Orange County FC
- Oxnard Guerreros FC
- Riverside Coras USA
- Temecula FC

## Meister
- 2003: Arizona Sahuaros
- 2004: Utah Salt Ratz
- 2005: Detroit Arsenal
- 2006: Sacramento Knights
- 2007: Southern California Fusion
- 2008: Pennsylvania Stoners
- 2009: Sonoma County Sol
- 2010: Sacramento Gold
- 2011: Jacksonville United
- 2012: FC Sonic
- 2013: RVA Football Club
- 2014: New York Red Bulls U-23
- 2015: New York Cosmos B
- 2016: AFC Cleveland
- 2017: Elm City Express
- 2018: Miami FC 2